# Ragna Nielsen
Ragna Nielsen (född Ullman), född 1845, död 1924, var en norsk pedagog.
Nielsen förestod från 1885 en av henne grundad samskola i Kristiania, var en av stiftarna av Norsk kvindesakforening 1885 och var i flera år dess ordförande. Hon var ordförande i Riksmaalsforeningen 1909–10.